# Simfonija št. 41 (Mozart)
Wolfgang Amadeus Mozart: Simfonija št. 41, »Jupiter«, C dur, K. 551
Simfonijo št. 41 v C-duru je Mozart dokončal 10. avgusta 1788. Zdi se, da je vedel, da je z njo njegov simfonični opus zaokrožen. Simfonija predstavlja vrhunec klasične simfonične umetnosti pred Beethovnom, najbolj umetelen pa je njen zadnji stavek, v katerem se prepletata sonatna oblika in umetnost fuge, torej baročna in klasicistična pisava. Glava uvodne teme je gregorijanski cantus firmus iz štirih tonov, sledijo pa ji še štirje motivi, ki se potem razvijajo in prepletajo v bleščečem kontrapunktu. Posebno napetost prinese coda, v kateri hkrati zmagoslavno zazveni vseh pet glasbenih idej. Popolno obvladovanje glasbene oblike priča o nadnaravni ustvarjalni moči velikega salzburžana. Londonski violinist in koncertni organizator Johann Peter Salomon je simfonijo po pravici imenoval po vsemogočnem rimskem bogu Jupitru.